# 34314 Jasonlee
2000 QN189 (asteroide 34314) é um asteroide da cintura principal. Possui uma excentricidade de 0.19024500 e uma inclinação de 7.51750º.
Este asteroide foi descoberto no dia 26 de agosto de 2000 por LINEAR em Socorro.